# Eglinton Country Park
Le Eglinton Country Park est un parc situé sur le terrain de l'ancien château d'Eglinton à Kilwinning (North Ayrshire, Écosse). Le Eglinton Park se trouve dans la paroisse de Kilwnning, qui faisait partie de l'ancien district de Cunninghame, et couvre une surface de 400 hectares (dont 40 de forêt). La partie centrale du parc est marquée par les ruines du château d'Eglinton, qui appartenait à la famille du même nom puis plus tard à la famille Montgomery, comtes d'Eglinton et chef du clan Montgomery. Le Eglinton Country Park est géré et maintenu par le conseil de North Ayrshire et des Rangers.

## Sources
- (en) Cet article est partiellement ou en totalité issu de l’article de Wikipédia en anglais intitulé « Eglinton Country Park » (voir la liste des auteurs).